# 김기선
김기선(한국 한자: 金基善, 1952년 10월 29일 ~ )은 대한민국의 정치인이다.

## 생애
1952년 10월 29일 강원도 원주시 인동에서 태어났다.
1973년 군에 입대하여 일반(단기)하사로 차출되어 육군 제2하사관학교에서 7개월의 훈련을 마치고 육군 장교 교육기관인 육군보병학교 교도대 특수전학과에 배속되어 특수전 조교반장으로 복무하다 1976년 군대 복무 생활을 마쳤다.

## 학력
- 서화국민학교 졸업
- 원주중학교 졸업
- 휘문고등학교 졸업
- 경희대학교 법과대학 행정학 학사

## 경력
- 1998년: 한나라당 중앙당 정책국장
- 1999년 ~ 2000년: 국회 정책 연구위원
- 2003년 ~ 2004년: 강원도 정무부지사
- 2005년 2월 ~ 2010년 4월: 강원신용보증재단 이사장
- 2010년 8월 ~ 2017년 2월: 어린이재단 강원지역후원회 회장
- 2011년 9월 ~ : 강원희망포럼 공동대표
- 2019년 6월: 한국 4-H본부 자문위원
- 2021년 8월 ~ 2021년 9월: 최재형 열린캠프 자문위원
- 2021년 10월 ~ 2021년 11월: 국민의힘 홍준표 제20대 대통령 선거 예비후보 jp희망캠프 권역별 선거대책위원회 강원도 선대위원장
- 2021년 12월 ~ 2022년 3월: 국민의힘 살리는 선거대책위원회 강원 선거대책위원회 의장단 의장
- 2022년 2월 ~ 2022년 3월: 국민의힘 제20대 대통령선거 선거대책본부 윤석열 대통령 후보 직속 위원회 미래를 여는 희망위원회 위원
- 2022년 11월 ~ : 강원신용보증재단 이사장

## 의정 활동
- 2012년 5월 30일 ~ 2016년 5월 29일: 제19대 국회의원 (강원 원주시 갑, 새누리당, 초선)
- 2012년 6월 ~ 2013년 6월: 새누리당 원내부대표
- 2012년 6월 ~ 2014년 6월: 제19대 국회 전, 후반기 안전행정위원회 위원
- 2012년 6월 ~ 2014년 6월: 제19대 국회 전반기 운영위원회 위원
- 2012년 8월 ~ 2016년 5월: 제19대 국회 평창동계올림픽 및 국제경기대회 지원 특별위원회 위원
- 2014년 2월 ~ 2017년 2월: 새누리당 중앙위원회 수석부의장
- 2014년 6월 ~ 2016년 5월: 제19대 국회 보건복지위원회 위원
- 2015년 2월 ~ 2015년 7월: 새누리당 보건복지위원회 정책조정위원회 부위원장
- 2015년 6월 ~ 2015년 7월: 제19대 국회 중동호흡기증후군 대책 특별위원회 위원
- 2015년 7월 ~ 2016년 7월: 새누리당 강원도당 위원장
- 2015년 8월 ~ 2016년 5월: 제19대 국회 공적연금 강화와 노후빈곤 해소를 위한 특별위원회 위원
- 2016년 5월 30일 ~ 2020년 5월 29일: 제20대 국회의원 (강원 원주시 갑, 새누리당→자유한국당→미래통합당→무소속→미래한국당→미래통합당, 재선)
- 2016년 6월 ~ 2018년 5월: 제20대 국회 전반기 산업통상자원위원회 위원
- 2016년 7월 ~ 2018년 5월: 제20대 국회 전반기 윤리특별위원회 간사
- 2016년 6월 ~ 2017년 2월: 새누리당 제1사무부총장
- 2016년 9월 ~ 2017년 2월: 새누리당 중앙연수원 원장
- 2017년 2월: 자유한국당 중앙연수원 원장
- 2017년 2월 : 자유한국당 중앙직능위원회 수석부의장
- 2017년 3월: 자유한국당 중소기업특별위원장
- 2017년 8월: 자유한국당 강원도 지역특별보좌역
- 자유한국당 6.13지방선거 강원도당 선거대책위원회 공동선대위원장
- 2018년 7월 ~ 2019년 8월 : 제20대 국회 후반기 산업통상자원중소벤처기업위원회 위원
- 2018년 12월 ~ 2020년 2월 : 자유한국당 강원도당 원주(갑) 당협위원장
- 2019년 4월 ~ 2020년 2월 : 자유한국당 신정치혁신특별위원회 - 당혁신소위원회 위원장
- 2019년 7월 ~ 2020년 2월 : 자유한국당 에너지 정책 파탄 및 비리 진상규명 특별위원회 위원장
- 2019년 8월 ~ 2020년 5월 : 제20대 국회 후반기 산업통상자원중소벤처기업위원회 간사
- 2020년 1월 ~ 2020년 2월 : 자유한국당 2020 총선 공약개발단 4정책조정위원회 산중·환노 공약 총괄 공동팀장
- 2020년 3월 ~ 2020년 5월 : 미래한국당 정책위의장

## 사건 및 논란

### 선거법 위반 의혹
검찰이 선거법 위반 혐의를 받고 있는 새누리당 김기선 국회의원의 원주 사무실을 전격 압수수색 하여 논란이 되고 있다. 춘천지검 원주지청은 공직선거법을 위반했다는 정황에 따라 2016년 5월 26일 3시간여 동안 김기선 의원 사무실에 수사관들을 보내 국회의원 후원회 운영과 관련된 자료 일체를 압수하였다. 이에 대해 김기선 의원 측은 정상적인 후원회 모임일 뿐이었다며 관련 의혹을 일체 부인하였다.

### 강원랜드 인사청탁 의혹
강원랜드 채용청탁 의혹이 제기된 권성동·염동열 자유한국당 의원 외에 김기선의원도 청탁을 한 명단에 이름이 올라있어 논란이 되고 있다. 당시 강원랜드 인사팀이 작성한 각각 응시자 427명과 198명에 대한 청탁자 120여명의 이름과 직책 등이 표시돼 있는 명단에 김기선의원은 1명을 청탁한 것으로 나온다. 이에 대해 김기선 의원은 "나는 모르는일"이라고 부인하였다.

## 역대 선거 결과
|  | 51.43% |

|  | 44.04% |

## 같이 보기
- 원주시 갑
- 원주시의 국회의원
- 강원특별자치도 부지사